# Нерлих, Фридрих
Фридрих Нерлих или Нерли (нем. Friedrich Nerlylich; 24 ноября 1807, Эрфурт — 21 октября 1878, Венеция) — немецкий художник, живописец, известный в Италии под переиначенной фамилией Нерли.

## Биография
В ранней молодости отправился в Гамбург для изучения литографского дела, рисования и живописи. В 1829 г., для своего дальнейшего усовершенствования переехал в Италию, посетил Рим и другие города этой страны и, наконец, поселился в Венеции, где и работал до конца своей жизни.
Изображал преимущественно архитектурные виды и пейзажи, нередко помещая среди них историческо-бытовые или чисто жанровые сцены, например, «Вид Пьяццетты, в Венеции», «Прощание Тициана с его родителями», «Возвращение Генриха Льва из крестового похода», «Отъезд на праздник на Лидо», «Рыбаки на Палермском заливе» и т. п.
Произведения художника, в особенности исполненные акварелью, пользовались в своё время большим почётом у любителей искусства. Он внес в технические приемы акварели существенные улучшения, имел по ней многих учеников и таким образом оказал настолько важное влияние на её развитие, что может по праву считаться одним из основателей новейшего направления в этой отрасли живописи.
- Венеция на закате
- Пасторальная сцена
- Водопады Терни
- Портрет художника Румора